# Майборода, Дмитрий Александрович
Дмитрий Александрович Майборода (17 апреля 1980, Винница — 14 июля 2014, Краснодонский район, Луганская область) — украинский военный, подполковник. Командир экипажа самолета Ан-26 456-й отдельной бригады военно-транспортной авиации Воздушных Сил Вооруженных Сил Украины. Участник Вооружённого конфликта на востоке Украины. Герой Украины (2014, посмертно).

## Биография
Дмитрий Майборода родился 17 апреля 1980 года в Виннице. Учился в винницких средних общеобразовательных школах № 4 и № 26. В 2002 году окончил Харьковский институт летчиков. Военную службу проходил в 456-й отдельной бригаде военно-транспортной авиации Воздушных Сил Вооруженных Сил Украины, которая дислоцируется в аэропорту «Винница» (Гавришовка), где занимал должность начальника службы безопасности полетов.
Командир экипажа самолета Ан-26 Дмитрий Майборода с мая по июль 2014 выполнил 35 боевых вылетов для перевозки военных, вооружения, материально-технических средств в зону анти-террористической операции на Донбассе, проводил эвакуацию раненых и больных.
14 июля 2014, во время второго за день вылета в зону АТО, экипаж Ан-26 должен был десантировать парашютным способом воду и продукты для подразделений Сухопутных войск, которые были отрезаны от основных сил и находились в окружении в Краснодонском районе Луганской области. На расстоянии примерно 5 километров от российской границы на высоте 6500 метров самолет был атакован, вероятно, управляемой ракетой типа «воздух-воздух». Вследствие попадания левый двигатель и электрооборудование отказали. Командир экипажа майор Майборода вместе с помощником командира майором Дмитрием Шкарбуном до последнего пытались удержать самолет от срыва в штопор. Остальным членам экипажа было приказано покинуть самолет. Всего на борту было восемь человек, выжили шестеро. Оба пилота (Майборода и Шкарбун) погибли, ценой собственной жизни они отвели самолет от населенного пункта Давыдо-Никольское. Члены экипажа, более суток выходили из вражеского тыла, после чего были эвакуированы на подконтрольную Украины территорию.

## Награды
- Звание Герой Украины с вручением ордена «Золотая Звезда» (4 декабря 2014, посмертно) — «за исключительное мужество и самопожертвование, проявленные в защите государственного суверенитета и территориальной целостности Украины»[2];
- Медали министерства обороны Украины:  «15 лет Вооруженным Силам Украины» и «За безупречную службу» III степеней.